# Оскар Пастиор
Оскар Пастиор (на немски: Oskar Pastior) е румънски и после германски поет и преводач.

## Биография
Роден е в Сибиу и принадлежи към немското малцинство на трансилванските саксонци. Баща му е учител по рисуване. Момчето учи в местната гимназия от 1938 до 1944 г.
През януари 1945 г. при преселването на румънските немци в СССР 17-годишният Пастиор е въдворен в лагер за принудителен труд от системата на ГУЛАГ. Завръща се в Румъния през 1949 г.
В родината си през следващите години живее от помощна и случайна работа. По време на отбиването на 3-годишната задължителна служба в румънската армия успява чрез задочни курсове да завърши средно образование. След това работи в строителна фирма като бетонджия.
От 1955 до 1960 г. следва „Германистика“ в Букурещкия университет и се дипломира с държавен изпит. Работи като редактор в немскоезичния отдел на Румънското държавно радио от 1960 г.
През 1968 г. използва учебно посещение във Виена, за да избяга в Западна Европа. Отива в Мюнхен, а след това в Западен Берлин, където след 1969 г. се установява като писател на свободна практика и преводач на художествена литература. Между другото работи над преводи на творби от руския поет и прозаик Велимир Хлебников и румънско-френския поет Тристан Цара.
Оскар Пастиор умира по време на Панаира на книгата във Франкфурт на Майн на 4 октомври 2006 г.
След смъртта на поета към него са отправени упреци, че от 1961 до 1968 г. е таен сътрудник на Секуритате – тогавашната румънска служба за държавна сигурност, след като преди това 4 години самият е обект на нейно наблюдение.
Носителката на Нобелова награда Херта Мюлер, чийто роман „Разлюлян дъх“ (Atemschaukel, 2009) се основава на спомените на нейния колега и приятел Оскар Пастиор за престоя му в съветски концлагер, заявява, че е потресена, но също че изпитва съчувствие и тъга заради случилото се. Впоследствие тя осъзнава „колко нараним и податлив на изнудване е бил Пастиор: хомосексуалист в държава, която наказва хомосексуалността с дълги години затвор“.

## Творчество
Първата публикация на поезия от Оскар Пастиор в Румъния – стихосбирката „Отворени думи“ (Offne Worte, 1964) – предизвиква интерес и му донася 2 важни румънски литературни награди.
В немскоезичната литература на XX век той e изтъкнат представител на поезия, чиято основна задача е играта с езика и словесната артистичност, при което границите с нонсенса често са размити. Творчеството му е силно повлияно от звуковата поезия на дадаизма, както и от изключителната художествена обиграност на групата „Улипо“.
От 1977 г. Пастиор е член на Колоквиума по нова поезия в Билефелд, от 1984 г. – на Академията на изкуствата в Берлин, от 1989 г. – на Германската академия за език и литература в Дармщат, от 1993 г. – на обединението „Улипо“.

## Отличия
- 1965: Literaturpreis der Zeitschrift Neue Literatur in Bukarest
- 1967: Lyrikpreis des Rumänischen Schriftstellerverbandes
- 1969: „Награда Андреас Грифиус“ (поощрение)
- 1978: Förderpreis des Kulturkreises im Bundesverband der Deutschen Industrie
- 1980: „Марбургска литературна награда“
- 1981: Villa-Massimo-Stipendium
- 1983: „Награда на Югозападното радио“
- 1988: Ehrengabe des Kulturkreises der Deutschen Wirtschaft im BDI
- 1988: Hörspiel des Monats (März: Mordnilapsuspalindrom)
- 1990: „Награда Хуго Бал“ на град Пирмазенс
- 1992: Brüder-Grimm-Professur
- 1993: „Награда Ернст Майстер за поезия“
- 1997: „Награда Хорст Бинек за поезия“
- 1998: Siebenbürgisch-Sächsischer Kulturpreis
- 1999: Preis der Stadt Münster für Europäische Poesie zusammen mit Gellu Naum
- 2000: „Награда Валтер Хазенклевер“
- 2001: „Награда Петер Хухел“
- 2001: Ehrendoktorwürde der Universität Lucian Blaga Sibiu
- 2002: Erich-Fried-Preis
- 2006: „Награда Георг Бюхнер“ (посмъртно)